# Сідар-Рапідс (Айова)
Сідар-Рапідс (англ. Cedar Rapids) — місто (англ. city) в США, в окрузі Лінн штату Айова, друге за розміром місто штату. Населення — 137 710 осіб (2020). Місто розташоване на двох берегах річки Сідар, в 32 км північніше Айова-Сіті та 160 км на схід від Де-Мойна, столиці штату і найбільшого міста Айови.
Процвітаюче місто мистецтва і театрів у Східній Айові, Сідар-Рапідс є домом для Міського музею мистецтва і театру Парамаунт. Населення міста і його околиць становить близько 252 784 чоловік. У 2007 році населення міста становило 126 396 осіб.
Серед жителів Сідар-Рапідс — знамениті американці: художник Грант Вуд, журналіст і історик Вільям Шайрер, письменник і фотограф Карл ван Векта, дослідник аеродинаміки Олександр Ліпиш. У 1990-ті і 2000-ні роки в Голлівуді працювали уродженці Сідар-Рапідс, такі, як актори Ештон Кутчер, Елайджа Вуд, Майкл Емерсон і Рон Лівінгстон.
Назва міста походить від назви річки Сідар. Сідар-Рапідс також називають Містом П'яти Сезонів, так як тут крім традиційних чотирьох, виділяють п'ятий, під час якого можна насолоджуватися іншими чотирма сезонами. Символ п'яти сезонів — скульптура Дерева П'яти Сезонів — знаходиться в діловому центрі міста.

## Історія
Територія сучасного Сідар-Рапідс знаходиться на території, яка належить племенам Фокс і Сек.
Перший постійний переселенець Озгуд Пасет приїхав в 1838 році. Коли Сідар-Рапідс утворився в 1838 році, Вільям Стоун назвав місто Колумбус. У 1841 році місто було перейменовано Брауном у Сідар-Рапідс на честь порогів на річці Сідар. Річка була названа на честь великих червоних кедрів, які ростуть уздовж берегів. Офіційно місто було розміщено на карті в 1870 році.
Економічне зростання Сідар-Рапідс зросло в 1871 році з заснуванням м'ясопакувальної компанії Сінклера.
У червні 2008 р. річка Сідар піднялася до максимального рівня за останні 500 років і затопила близько 9 квадратних миль на обох берегах. Жителі майже 4000 будинків були евакуйовані. Річка досягала рівня в 9,5 метри 14 червня 2008 року. Понад 300 будинків були знищені.

## Географія
Сідар-Рапідс розташований за координатами 41°58′1″ пн. ш. 91°40′40″ зх. д. / 41.96694° пн. ш. 91.67778° зх. д. (41.967048, -91.677760). За даними Бюро перепису населення США в 2010 році місто мало площу 186,66 км², з яких 183,37 км² — суходіл та 3,29 км² — водойми.
Місто поділено на 4 райони. З півночі на південь місто розділене Першої Авеню, а із заходу на схід — річкою Сідар. В адресі зазвичай вказується номер будинку, назва вулиці і назва квадрата. Наприклад 123 Example St NW (North — West). Єдиним винятком є муніципальний острів з місцевим урядом, який не належить до жодного квадрату.
Місто поділено на 14 поштових індексів. Муніципальний острів має індекс 52401. У північно-східному квадраті індекси 52402 та 52411. Південно-східний квадрат має індекс 25403 .

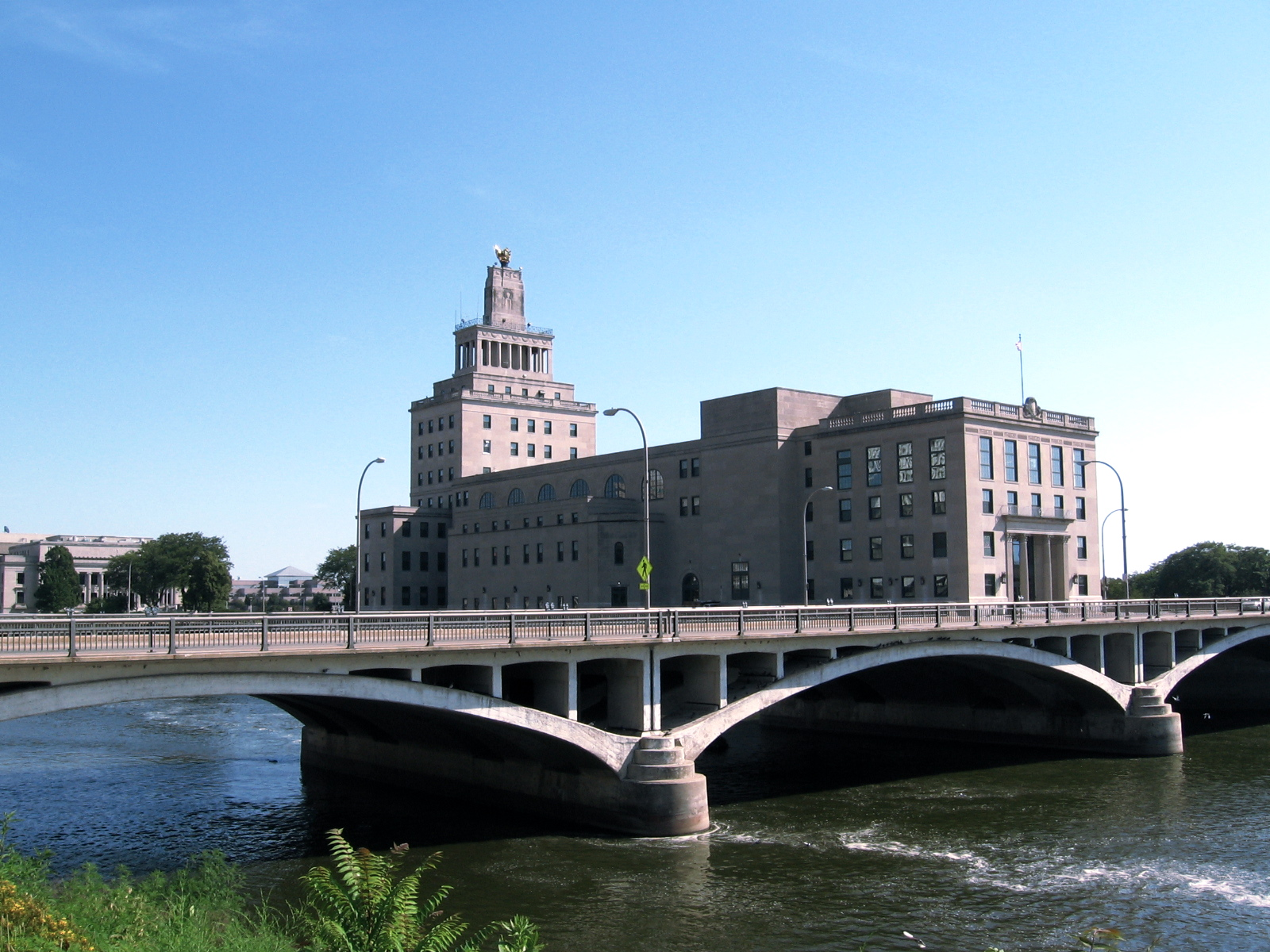

Міська територія (urban area) міста Сідар-Рапідс знаходиться в трьох округах: Лінн, Бентон і Джонс. У 2007 році ця урбанізована зона мала населення 252 784 людини.
Як зростаюче місто, в якому можна працевлаштуватися, Сідар-Рапідс починав захоплювати міста Меріон і Хьявата, які стали околицею міста. Інші маленькі міста, включаючи Елі, Свішер, Шайвілль, Пало, Фейрфакс, Уолфорд, Робінс і Бертрам, вважаються так званими «спальними районами».

### Клімат
| Клімат : Сідар-Рапідс   | Клімат : Сідар-Рапідс | Клімат : Сідар-Рапідс | Клімат : Сідар-Рапідс | Клімат : Сідар-Рапідс | Клімат : Сідар-Рапідс | Клімат : Сідар-Рапідс | Клімат : Сідар-Рапідс | Клімат : Сідар-Рапідс | Клімат : Сідар-Рапідс | Клімат : Сідар-Рапідс | Клімат : Сідар-Рапідс | Клімат : Сідар-Рапідс | Клімат : Сідар-Рапідс |
| Показник                | Січ.                  | Лют.                  | Бер.                  | Квіт.                 | Трав.                 | Черв.                 | Лип.                  | Серп.                 | Вер.                  | Жовт.                 | Лист.                 | Груд.                 | Рік                   |
| Абсолютний максимум, °C | 18,3                  | 24,4                  | 31,1                  | 35,0                  | 40,0                  | 39,4                  | 43,3                  | 42,2                  | 40,6                  | 34,4                  | 26,1                  | 20,6                  | 43,3                  |
| Середній максимум, °C   | −2,1                  | 0,7                   | 8,1                   | 15,9                  | 21,8                  | 26,8                  | 28,6                  | 27,5                  | 23,6                  | 16,6                  | 8,1                   | −0,1                  | 14,7                  |
| Середня температура, °C | −6,9                  | −4,2                  | 2,6                   | 9,6                   | 15,6                  | 20,9                  | 22,8                  | 21,7                  | 17,1                  | 10,3                  | 2,8                   | −4,8                  | 9,0                   |
| Середній мінімум, °C    | −11,7                 | −9,1                  | −2,9                  | 3,2                   | 9,4                   | 14,9                  | 16,9                  | 15,8                  | 10,6                  | 4,2                   | −2,3                  | −9,6                  | 3,3                   |
| Абсолютний мінімум, °C  | −34,4                 | −32,8                 | −28,9                 | −17,2                 | −4,4                  | 2,2                   | 5,6                   | 2,8                   | −5,6                  | −18,9                 | −23,9                 | −33,3                 | −34,4                 |
| Норма опадів, мм        | 23                    | 31                    | 53                    | 77                    | 105                   | 125                   | 113                   | 114                   | 80                    | 67                    | 54                    | 36                    | 878                   |
| ----------------------- | --------------------- | --------------------- | --------------------- | --------------------- | --------------------- | --------------------- | --------------------- | --------------------- | --------------------- | --------------------- | --------------------- | --------------------- | --------------------- |
| Джерело: NOAA           |                       |                       |                       |                       |                       |                       |                       |                       |                       |                       |                       |                       |                       |

## Демографія
Згідно з переписом 2010 року, у місті мешкало 126 326 осіб у 53 236 домогосподарствах у складі 30 931 родини. Густота населення становила 677 осіб/км². Було 57217 помешкань (307/км²).
Расовий склад населення:
| - 88,0 % — білих - 5,6 % — чорних або афроамериканців - 2,2 % — азіатів - 0,3 % — корінних американців - 0,1 % — вихідців з тихоокеанських островів |

До двох чи більше рас належало 2,9 %. Частка іспаномовних становила 3,3 % від усіх жителів.
За віковим діапазоном населення розподілялося таким чином: 23,5 % — особи молодші 18 років, 63,4 % — особи у віці 18—64 років, 13,1 % — особи у віці 65 років та старші. Медіана віку мешканця становила 35,3 року. На 100 осіб жіночої статі у місті припадало 96,6 чоловіків; на 100 жінок у віці від 18 років та старших — 94,4 чоловіків також старших 18 років.
Середній дохід на одне домашнє господарство становив 69 795 доларів США (медіана — 53 581), а середній дохід на одну сім'ю — 86 457 доларів (медіана — 71 979). Медіана доходів становила 48 824 долари для чоловіків та 38 172 долари для жінок. За межею бідності перебувало 12,3 % осіб, у тому числі 13,5 % дітей у віці до 18 років та 5,9 % осіб у віці 65 років та старших.
Цивільне працевлаштоване населення становило 68 537 осіб. Основні галузі зайнятості: освіта, охорона здоров'я та соціальна допомога — 21,4 %, виробництво — 16,2 %, роздрібна торгівля — 13,8 %.

## Економіка
У Сідар-Рапідс розташований ряд великих підприємств, таких, як: General Mills, Cargill, Alliant Energy, GE Commercial Finance, Rockwell Collins, Quaker Oats, AEGON, United Fire and Casualty, Toyota Financial Services, PAETEC, Archer Daniels Midland, Qwest, GreatAmerica Leasing, RuffaloCODY, PMX, Square D і CRST International. Ці корпорації розташовані в коридорі Сідар-Рапідс — Айова Сіті. Крім цього, в місті є найбільший газетний архів в США (за 250 років в архіві накопичилося понад 15 мільйонів сторінок).

## Мистецтво
У Сідар-Рапідс знаходяться Міський симфонічний оркестр, Театр Парамаунт, Міський театр та інші.

У місті знаходяться Музей мистецтва, Національний чеський і словацький музей, Афроамериканський музей, студія Гранта Вуда. 

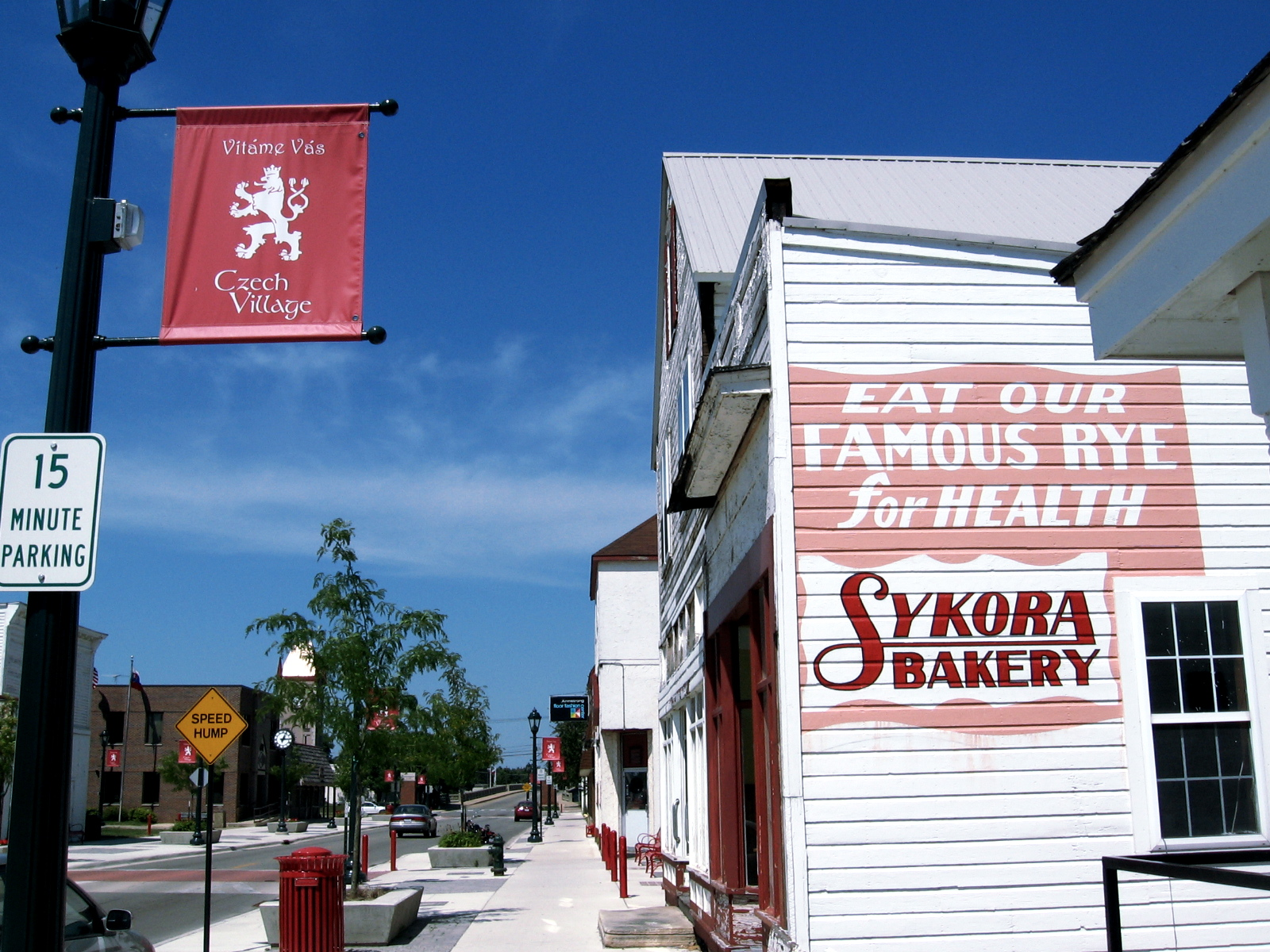

## Спорт
Місту належить бейсбольна команда Прем'єр ліги Cedar Rapids Kernels, член Середньозахідної ліги з 1962 року. Хокейна команда Cedar Rapids RoughRiders є членом ХЛСШ, і одного разу була володарем Clark Cup Champions.

## Транспорт
Сідар-Рапідс обслуговується Східним аеропортом Айови (формально — аеропорт Сідар-Рапідс), регіональним аеропортом, пов'язаним з іншими міжнародними аеропортами.
Шосе 380, частина Проспекту Святих, проходить з півночі на південь через Сідар-Рапідс. Також місто обслуговується хайвей 30, 151 і 218, і Айова Хайвей 13 і 100.
Крім цього, в місті є 4 залізниці: Union Pacific, Cedar Rapids and Iowa City Railway, the Canadian National, і Iowa Northern Railway Company [IANR]

## Уродженці
- Дональд Джордж Джоханос (1928—2007) — американський диригент.